# Josh Bailey
Joshua Bailey (ur. 2 października 1989 w Clarington, Ontario, Kanada) – hokeista kanadyjski, gracz ligi NHL, reprezentant Kanady. 

## Kariera klubowa
- Owen Sound Attack (2005-2007)
- Windsor Spitfires (2006-2008)
- New York Islanders (2008-
  -  Bridgeport Sound Tigers (2010-2011)
  -  Bietigheim Steelers (2012-2013) – lokaut w NHL

## Kariera reprezentacyjna
- Reprezentant Kanady na MŚ w 2018

## Sukcesy
Indywidualne
- Występ w Meczu Gwiazd w sezonie 2017-2018